# Genki Omae
Genki Omae (大前 元紀, Omae Genki) est un footballeur japonais né le 10 décembre 1989. Il évolue au poste d'attaquant.

## Biographie
Genki Omae a reçu plusieurs sélections en équipe du Japon des moins de 19 ans.

## Palmarès
- Finaliste de la Coupe de la Ligue japonaise en 2008 et 2012 avec le Shimizu S-Pulse
- Finaliste de la Coupe du Japon en 2010 avec le Shimizu S-Pulse